# 岛链
岛链（英語：Island Chain Strategy）是由美国前国务卿約翰·福斯特·杜勒斯在1951年冷战時首次明确提出的一个特定概念，它既有地理上的含义，又有政治与军事上的内容，其用途是围堵以及资本主义阵营对苏联、中国等共产主义国家形成围堵，為西太平洋一系列島嶼的統稱。

## 地理位置
東亞島弧在地理上是地球上綿延最長的一串火山島嶼，自北而南包括下列島嶼：
- 阿留申群島
- 千島群島
- 日本列島
- 琉球群島
- 台灣島
- 菲律賓群島
- 東印度群島（印度尼西亞）

形成原因是因為歐亞板塊及太平洋板塊的碰撞所致。由於位處兩塊板塊之間，因此東亞島弧也是全球主要的地震帶之一，分佈了許多火山與火山群。

## 第一岛链

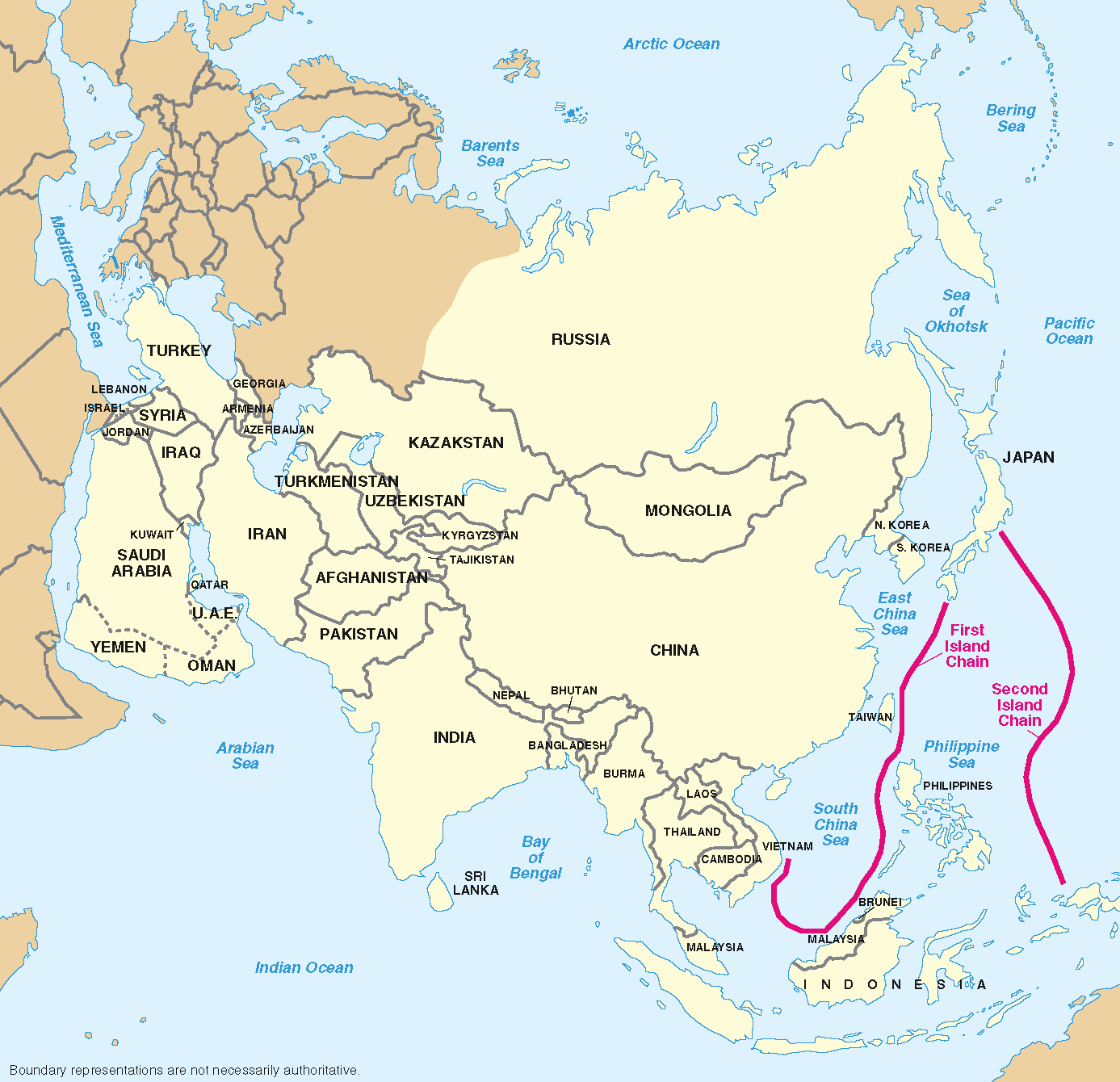
第一岛链和第二岛链的地理边界线

### 地理位置
第一島鏈是指北起阿留申群島、日本群島、琉球群島，中接台灣島，南至菲律賓、大巽他群島的鏈形島嶼帶。位於朝鮮半島南方的大韓民國有的時候也會被視為第一島鏈的一部份。

### 戰略價值
第二次世界大戰與期間，美軍將領道格拉斯·麥克阿瑟曾將位於第一島鏈中點的台灣譽為「不沉的航空母艦」，同時毛澤東發動了針對台灣的一連串作戰但鎩羽而歸。
中華人民共和國建立初期試圖突破美軍在第一島鏈上的包圍網，但由于美国第七艦隊和台湾方面所占据的军事优势，中华人民共和国籍船长达三十年无法在大陆南北港口间通行。1968年，中华人民共和国方面以绕行太平洋的方式，打通南北航线。1979年，才在台湾海峡复航。
冷戰期間，美國的艾森豪總統於朝鲜战争後，與台灣簽訂《中美共同防禦條約》（現已中止）正式將台灣納入第一島鏈中，美國為阻止共產黨勢力擴張，而在亞洲東部島嶼協助建立反共的政權，同時提供軍力以及其他各種形式上的援助，包含美軍的直接進駐。
台灣與菲律賓的國防在第一島鏈上最為脆弱，加上一連串的政治經濟外交因素，近20年來國防疲弱不振，加上其他東南亞地區經濟依賴中國越來越深，使得中华人民共和国方面得以找到突破口滲透，引來美國、日韓澳等國顧忌，因此中美兩國在第一島鏈上仍維持著「恐怖平衡」的狀態。

### 台灣
台灣位於第一島鏈的的中間，具有至关重要的战略重要性，在第一岛链中，台湾佔据战略地位，也有與第二島鏈內海域的有利航道及走向遠洋的便捷之路。

### 日本
1874年，日本於出征台灣之前，聘用李仙得為外交顧問，參與制定征服台灣的計劃，他向日本政府進言：「除非將北自『樺太島』、南至『台灣』的一連串列島加以佔有，把『中國大陸』以半月形勢包圍，再以『朝鮮』與『滿州』兼持立足點，否則不足以保障帝國之安全、制御東亞」。這個說法被可說是島鏈策略的前身。
日本內閣批准的防衛白皮書強調「中國海軍威脅」。在日本有關中國海軍活動頻繁的報導中，不少都提到了太平洋「第一島鏈」和「第二島鏈」，中國海軍的動向也往往與突破島鏈聯繫起來。
香港《亞洲周刊》2009年7月發表文章稱，日本通過在與那國島駐軍的方式將軍力向中國推進500公里，不但強化了對釣魚島的實際控制，完善了對中國軍事圍堵的第一島鏈，而且也為在與中國可能的衝突中「先發制人」做好了準備。
對於日本警惕中國突破「第一島鏈」，中國人民解放軍國防大學戰略研究所孟祥青教授2009年7月19日在接受《環球時報》採訪時表示：「日本對中國走向海洋確有不適感，因為日本是傳統島國，狹隘的島民心態在這種不適中表現得淋漓盡致。」
日本問題專家高洪認為，所謂島鏈是美日同盟體制下圍堵中國的一種戰略謀劃，第一島鏈就是希望阻止中國走向深水。這是一種傳統安全下的考慮，在和平時期中國可以按照國際慣例、海洋法公約中的相關規定“無害通過”。但是在戰時中國是否可以突破第一島鏈，尚待證實。

## 第二岛链
是指北起伊豆群岛，经小笠原诸岛、火山列岛、马里亚纳群岛、關島、雅浦島、帛琉群岛、哈馬黑拉島。

## 第三岛链
是指北起阿拉斯加，经夏威夷群岛延伸经某些美属太平洋岛屿直至美国重要盟国澳大利亚、新西兰。

## 太平洋锁链
1980年代中华人民共和国開始改革開放，1990年代壯大中的中華人民共和國由大陸逐步走向海洋，中國的海岸線綿長，共12300英里，擁有約7100多個島嶼，潛藏著豐富的海洋資源，海洋戰略亦極為重要。中华人民共和国海權論急於邁向太平洋，勢必與美、日兩國發生严重衝突，而台灣的地理位置又被賦予新的戰略價值，美國官員又開始倡導新世紀的「圍堵中國政策」。
西太平洋是美国目前在亚洲战略部署的重点，而它所要围困的主要目标就是中华人民共和国，其次為俄羅斯、朝鲜，这条锁链是以太平洋上的第一岛链为基础，东起靠近北极的阿留申群岛，日本四岛，韩国是这条锁链的中心，而台湾和关岛则是中轴，其一直延伸至东南亚中南半岛的新加坡、菲律宾群岛以及印度尼西亚等。